# Bedrijfseconoom
Een bedrijfseconoom of bedrijfseconome is een persoon die is afgestudeerd in de bedrijfseconomie. Hij of zij wordt geacht wiskundige, juridische en economische kennis in bedrijfseconomisch vraagstukken toe te passen.
In de bedrijfseconomie wordt de handel in goederen en diensten door ondernemingen bestudeerd. Een belangrijke taak van de bedrijfseconoom is om een beeld te schetsen van de financiële toestand van een bedrijf. De bedrijfseconoom kan verder adviseren over financieel-administratieve processen, over investeringsbeslissingen of bijvoorbeeld fusies en overnames.
In de praktijk werken bedrijfseconomen in nagenoeg alle sectoren van de economie, bij allerlei organisaties. Bedrijfseconomen kunnen hierbij onder andere aan het werk in de boekhouding, accountancy, financial accounting, management accounting, auditing, financieel management of organisatieadvies.

## Bedrijfseconomie in Nederland
De bedrijfseconomie in Nederland heeft zich in de eerste helft van de twintigste eeuw ontwikkeld. Twee personen hebben hier het voortouw in genomen: J.G.Ch. Volmer, vanaf 1908 hoogleraar in Delft en Rotterdam, en Théodore Limperg, vanaf 1922 hoogleraar aan de Universiteit van Amsterdam. Hun leerlingen worden in de opvolgende decennia tot de wegbereiders van de bedrijfseconomie in Nederland gerekend, waaronder:
- Johan Frederik ten Doesschate, hoogleraar in Rotterdam.
- Jan Goudriaan, hoogleraar in Delft en Rotterdam.
- Johan Gerbrand Koopmans, hoogleraar in Rotterdam.
- Jacob Louis Mey, hoogleraar in Groningen en Delft.
- Nico Jacob Polak, hoogleraar in Rotterdam.
- Cornelis Franciscus Scheffer, hoogleraar in Tilburg.
- Henri Johan van der Schroeff, hoogleraar in Amsterdam.

## Bekendere bedrijfseconomen
Verdere bedrijfseconomen, die carrière hebben gemaakt als wetenschapper zijn onder andere:
- Walther Ploos van Amstel
- Ad van Goor

Enkele topmannen uit het Nederlandse bedrijfsleven met een bedrijfseconomische studie, zijn
- Peter Bakker, TNT NV.
- Johan Frederik ten Doesschate, Koninklijke Hoogovens
- Jan Goudriaan, Nederlandse Spoorwegen (NS)

Andere afgestudeerden in de bedrijfseconomie zijn verdergegaan in politiek, waaronder
- Pieter de Geus
- Paul Janssen
- Erwin Nypels
- Paul Verhoeven